# Arturo Gramajo
Arturo Gramajo fue un abogado argentino que actuó como diplomático y asumió como Intendente de la Ciudad de Buenos Aires durante la última etapa de la presidencia de Victorino de la Plaza, desde 1915 y hasta 1916.
A Gramajo se le atribuye la idea del Pasaje de la Piedad, un conjunto arquitectónico de viviendas con un pasaje interior para carruajes. Se encuentra en la actual calle Bartolomé Mitre, entre Paraná y Montevideo, en la ciudad de Buenos Aires. Los terrenos en los cuales se levantaron los edificios y el pasaje eran herencia de su esposa, María Adela Atucha Saraza, y ella habría insistido en el proyecto, que se construyó durante una década entre 1888 y alrededor de 1900, y cuya autoría es actualmente una incógnita. También Gramajo tuvo el rol de Presidente de la Comisión que juntó los fondos para la erección de la Iglesia de Nuestra Señora de la Piedad, en un terreno enfrentado al de su propiedad.
Como Intendente de Buenos Aires, Gramajo tuvo un breve período de poco más de un año en el cargo. Entre los hechos significativos se recuerdan el proyecto de construcción de un paseo público en la Costanera Sur, en el Puerto Madero, obra que se concluiría recién en la gestión de su sucesor Joaquín Llambías. También presidió el acto de inauguración de la estatua del fundador Juan de Garay junto a la Casa Rosada.